# 柳井深造
柳井 深造（やない しんぞう、1911年（明治44年）7月16日- 没年不詳）は、陸上選手であり研究者でもある。川崎重工業研究室長を務め、流体力学の研究で知られる。岡山県出身。

## 来歴

### 生い立ち
1911年（明治44年）岡山県に生れる。1925年（大正14年）、旧制岡山県立高梁中学（現：岡山県立高梁高等学校）へ進学する。1930年（昭和5年）3月、同校を卒業し、旧制第六高等学校理科乙類へ進学する。1933年（昭和8年）同校を卒業し、京都帝国大学工学部へ進学する。
京大では、陸上部に所属し、1934年（昭和9年）柳井が大学2年生のとき、兵庫県にある甲子園南運動場で行われた第21回全日本陸上競技選手権大会の男子110mハードルでは、15.4秒で準優勝している。1936年（昭和11年）、同大学工学部機械工学科を卒業する。

### 就職後
柳井は京大卒業後、川崎重工業へ就職する。川崎重工へ入社後も、陸上を続け、1937年（昭和12年）第24回全日本陸上競技選手権大会では、再び男子110mハードルで15.4秒の3位入賞を果たしている。同社では、設計部門へ配属となり、主に軸流ポンプ等の製造に用いる回転機器の流体解析と設計を研究していた。その後、1952年（昭和27年）40歳のときに、同社設計部機械設計課長となる。
1954年（昭和29年）には、造機設計部次長となり、1958年（昭和33年）には、「デイーゼル機関の排気を利用した造水装置 」で全国発明表彰の発明賞を受賞する。この後、1960年（昭和35年）柳井が48歳のときに、第一研究室長（部長扱い）となり、1966年（昭和41年）55歳のときに川崎重工を定年退職する。
その後、1970年代まで活動が確認されている。

## 陸上入賞歴
- 1934年 - 第7回日本学生陸上競技対校選手権大会, 男子110mハードル優勝, 15.5秒[21]
- 1934年 - 第21回全日本陸上競技選手権大会, 男子110mハードル2位, 15.4秒
- 1935年 - 第22回全日本陸上競技選手権大会, 男子110mハードル3位, 15.3秒
- 1937年 - 第24回全日本陸上競技選手権大会, 男子110mハードル3位, 15.4秒
- 1938年 - 第25回全日本陸上競技選手権大会, 男子110mハードル4位

## 著書
- 遠心式軸流式ポンプ及送風機の理論と設計, コロナ社, 1943年[22]